# 59 Rivoli

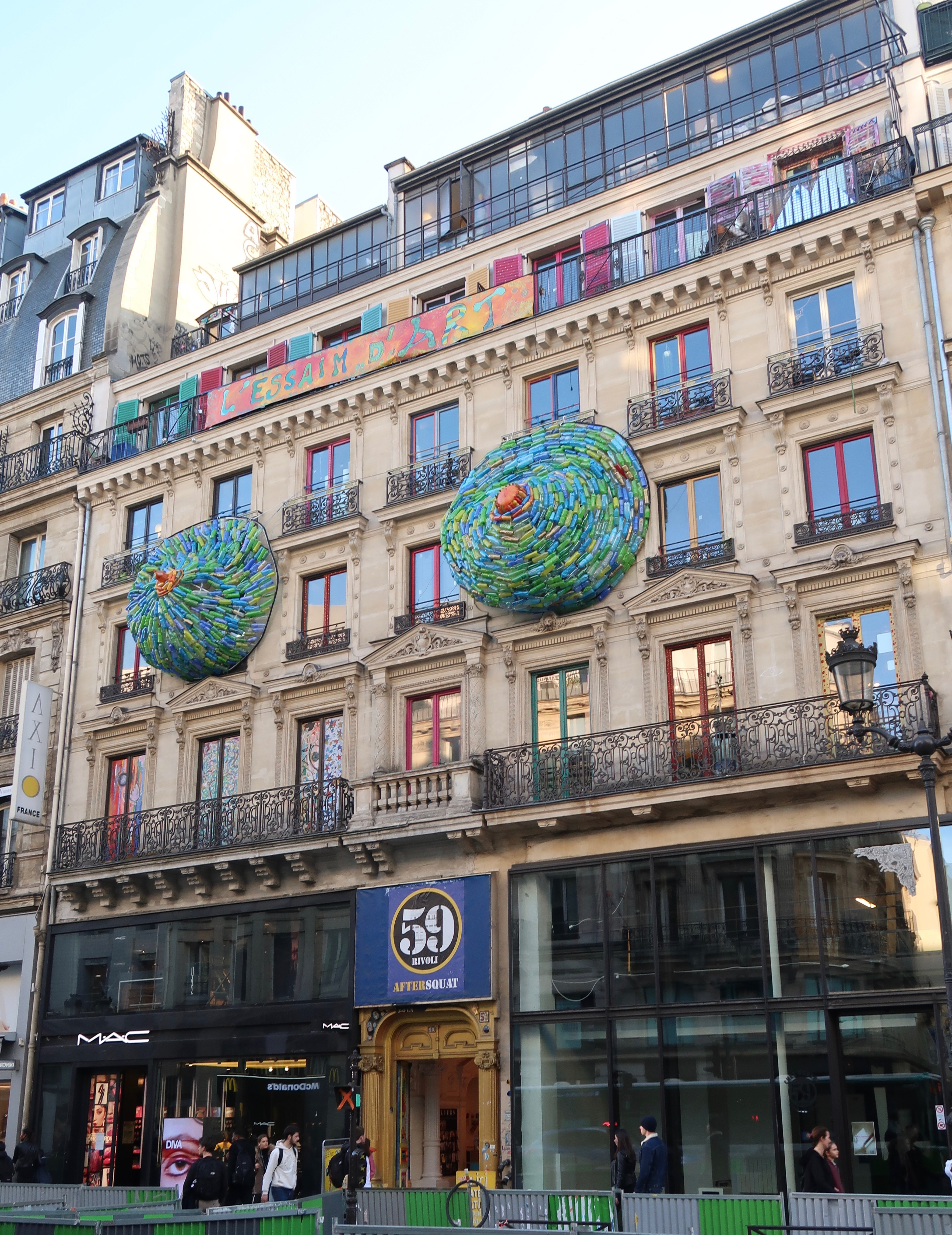
Photo de la façade de l’immeuble en 2019.

Le 59 Rivoli, initialement baptisé Chez Robert : électrons libres, est un collectif d'artistes, fondé et basé dans un immeuble anciennement squatté au numéro 59 de la rue de Rivoli à Paris. Cette appropriation du lieu par des artistes a été légalisée par une convention avec la mairie de Paris.
Le 59 Rivoli accueille ainsi dans ses murs des artistes en résidence. Des concerts animent le lieu et sa galerie d’art contemporain est ouverte aux artistes du site mais aussi à des artistes extérieurs au lieu.

## Historique

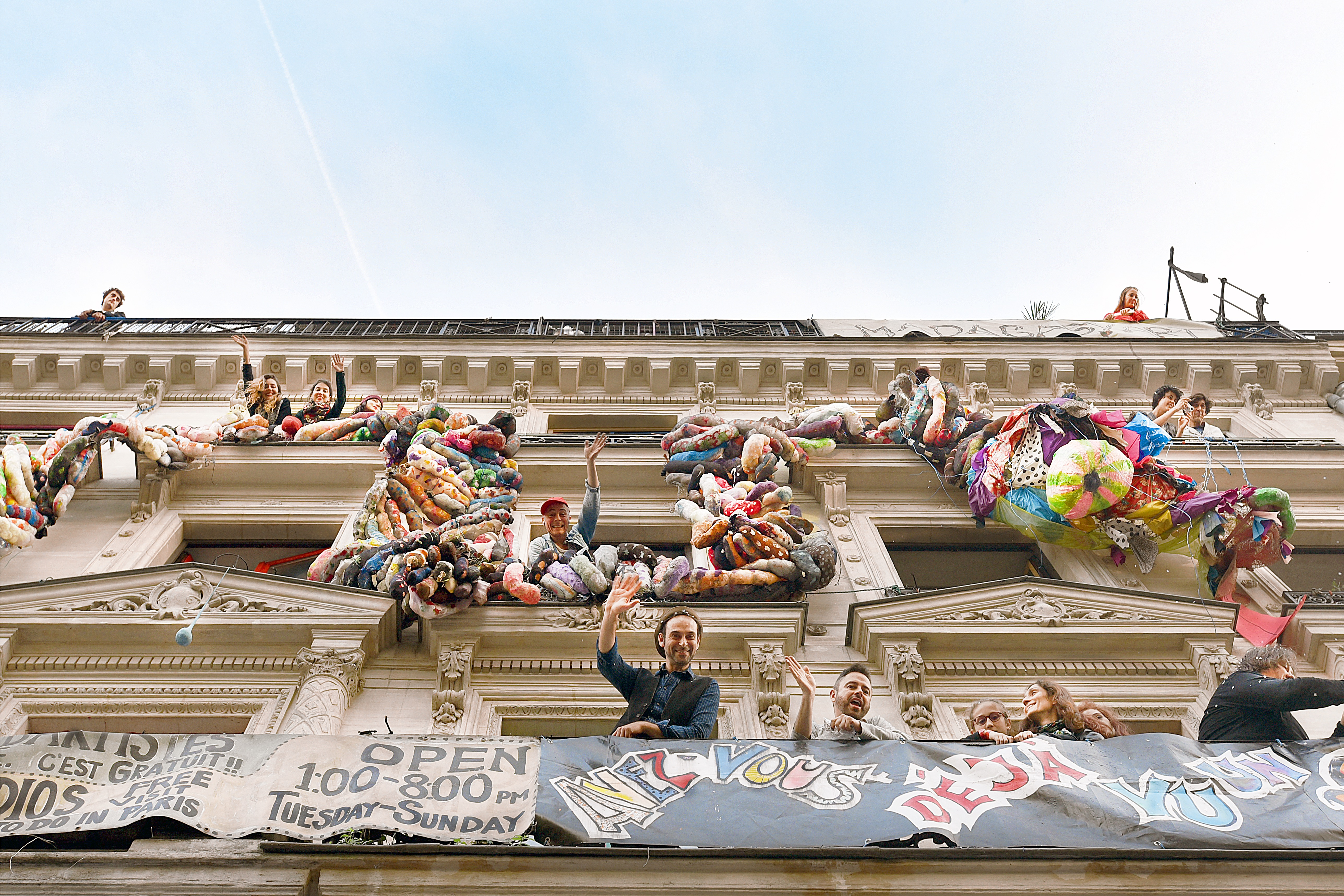
La façade du 59 Rivoli, décorée d'un dragon réalisé par Misaki Art World en 2017.

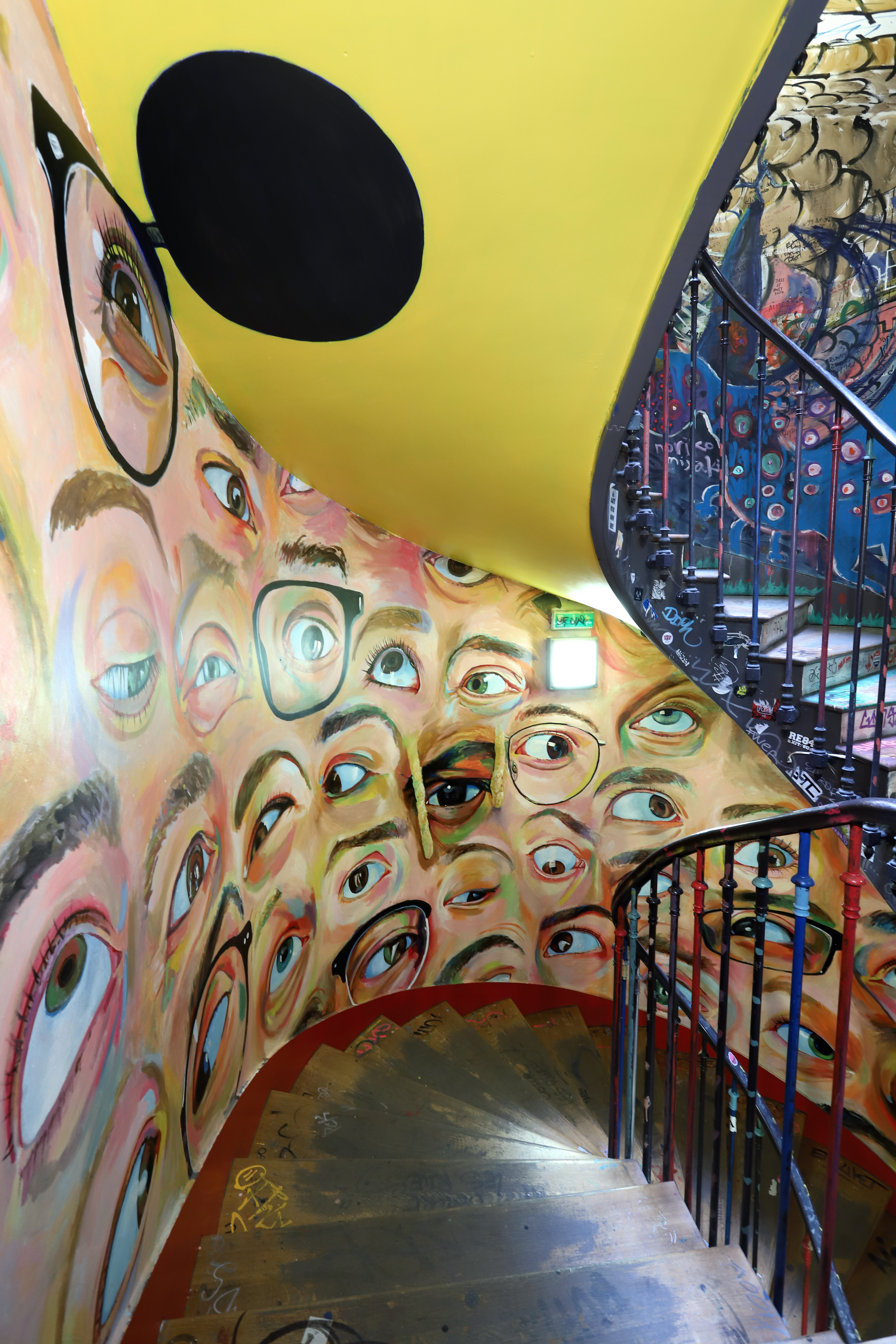
Les escaliers en colimaçon du 59 Rivoli, réalisés en 2018 par l'artiste Eduardo Fonseca.

Le 1er novembre 1999, Gaspard Delanoë, Kalex et Bruno Dumont pénètrent au 59 rue de Rivoli. Le bâtiment haussmannien est abandonné depuis huit ans par le Crédit lyonnais et le Consortium de réalisation (organisme chargé de gérer à l’époque le passif de cette banque),,,. Le lieu, autogéré par le collectif Chez Robert : Électrons Libres, se transforme en squat d’artistes qui y exposent. Avec 40 000 visiteurs par an, l’immeuble devient un des lieux d’exposition d'art contemporain les plus visités de la capitale. Néanmoins, la menace d’expulsion demeure,.
En sous-sol se trouve une salle de théâtre.
En 2001, Bertrand Delanoë, nouvellement élu en tant que maire de Paris, s’engage à racheter l’immeuble. Un accord est finalement passé entre la mairie et les squatteurs. Celui-ci ouvre la voie à la signature de conventions d’occupation avec des collectifs d’artistes-squatteurs sur d’autres sites parisiens,.
Le lieu est fermé en 2005 pour travaux, comme prévu dans la convention, et rouvre fin 2009,, pour cesser d'un être un « squat » et devenir un « aftersquat ».
Depuis, le site est devenu un ensemble réunissant des ateliers d’artistes, des résidences d’artistes, une galerie d’art contemporain, des concerts et des animations culturelles éphémères,,,. Les artistes du 59 Rivoli ont également exposé dans d'autres pays, comme à l’Académie des beaux-arts de Florence en 2017. Le lieu rue de Rivoli a acquis une notoriété internationale, et est cité parmi les lieux de créations artistiques à voir sur Paris.
En 2012, une chargée de projet est embauchée à la suite d’un audit réalisé par la ville de Paris demandant à l’association une meilleure gouvernance et une plus grande transparence administrative. En effet, jusqu’à cette date, personne n’avait pour mission de s'assurer que les conventions étaient bien respectées. En parallèle, différentes opérations de sponsoring sont mises en place pour financer le projet, par exemple avec Canson. De plus, les artistes qui bénéficient d’un atelier participent aux frais de fonctionnement du bâtiment comme l’électricité et le chauffage.
En septembre 2017, l'ancien président de la République François Hollande visite les lieux.